# Aegolipton sauteri
Aegolipton sauteri är en skalbaggsart som först beskrevs av Auguste Lameere 1913.  Aegolipton sauteri ingår i släktet Aegolipton och familjen långhorningar.
Artens utbredningsområde är Taiwan. Inga underarter finns listade i Catalogue of Life.